# Valentin Porte
Valentin Antonin Florent Porte (* 7. September 1990 in Versailles, Frankreich) ist ein französischer Handballspieler, der für Montpellier AHB und die französische Nationalmannschaft aufläuft. Im September 2021 wurde ihm für den Gewinn der Goldmedaille mit der französischen Nationalmannschaft bei den Olympischen Spielen in Tokio der Ritterorden der Französischen Ehrenlegion verliehen.

## Karriere
Der 1,90 m große und 96 kg schwere Linkshänder wird meist auf Rechtsaußen eingesetzt, kann aber auch im rechten Rückraum spielen. Ab 2008 spielte er in der 1. französischen Liga bei Fenix Toulouse Handball. Seit dem Sommer 2016 läuft er für Montpellier AHB auf. Mit Montpellier gewann er 2018 die EHF Champions League sowie 2025 die Coupe de France.
Im Januar 2013 debütierte Porte in der französischen Nationalmannschaft, mit der er an der Weltmeisterschaft 2013 teilnahm und 2014 Europameister wurde. Ein Jahr darauf gewann er seinen ersten WM-Titel in Katar. Bei den Olympischen Spielen 2016 in Rio de Janeiro gewann er die Silbermedaille und wurde zusätzlich in das Allstar-Team gewählt. 2017 verteidigte er mit Frankreich den WM-Titel im eigenen Land. Bei der WM 2019 gewann er die Bronzemedaille. 2021 gewann er schließlich die Goldmedaille bei den Olympischen Spielen in Tokio und ist damit einer der wenigen Nationalspieler, die das Triple realisierten. Nachdem der langjährige Kapitän Michaël Guigou nach dem Titelgewinn aus der Nationalmannschaft zurückgetreten war, übernahm Porte dessen Kapitänsamt. Bei der Weltmeisterschaft 2023 gewann er mit Frankreich die Silbermedaille. Bei der Europameisterschaft 2024 gewann er mit Frankreich die Goldmedaille, dabei kam er in sechs Spielen zum Einsatz und warf vier Tore.